# Dharmawaram
Dharmawaram (Telugu ధర్మవరం Dharmavaraṁ) ist eine Stadt im indischen Bundesstaat Andhra Pradesh.
Die Stadt ist Teil des Distrikt Anantapur. Dharmawaram hat den Status einer Municipality. Die Stadt ist in 23 Wards gegliedert.

## Demografie
Die Einwohnerzahl der Stadt liegt laut der Volkszählung von 2011 bei 121.874. Dharmawaram hat ein Geschlechterverhältnis von 958 Frauen pro 1000 Männer und damit einen für Indien häufigen Männerüberschuss. Die Alphabetisierungsrate lag bei 71,1 % im Jahr 2011. Knapp 86 % der Bevölkerung sind Hindus, ca. 14 % sind Muslime und weniger als 1 % gehören einer anderen oder keiner Religion an. 10,5 % der Bevölkerung sind Kinder unter 6 Jahren.

## Wirtschaft
Die Stadt ist bekannt für ihre handgewebten Saris. Die Stadt ist außerdem bekannt für Baumwolle, Seidenweberei und Lederpuppen. Daher wird diese Stadt als Seidenstadt von Andhra Pradesh bezeichnet.

## Infrastruktur
Die Stadt ist über einen eigenen Bahnhof mit dem nationalen Schienennetz verbunden.